# 5,5 metri
Il 5,5 metri è una barca a vela da regata, ex classe olimpica e facente parte del programma dei Vintage Yachting Games.

## Storia
Una barca a vela di antichissime origini, fu varata nel 1907.

## Descrizione
La seguente formula di rating definisce la classe velica 5.5m.
{\displaystyle 5.500{\mbox{ metres}}\geq 0.9\cdot \left({\frac {L\cdot {\sqrt[{2}]{S}}}{12\cdot {\sqrt[{3}]{D}}}}+{\frac {L+{\sqrt[{2}]{S}}}{4}}\right)}
- L = la lunghezza (in m)
- D = il dislocamento (in mc)
- S = superficie velica totale (in m²)

## Giochi olimpici

Oltre il sistema che caratterizza l'imbarcazione a deriva mobile (da Sx a Dx) quale la classe "Finn" e la classe "Flying Dutchmann" vi sono quelle a chiglia alla quale appartiene la classe "Star", "la Dragone" (quella con scafo marrone, chiglia grigia) e la classe internazionale "5,5 metri". Queste imbarcazioni furono presenti alle Olimpiadi del 1960-64-68.

La classe 5,5 metri è stata classe olimpica per 5 edizioni consecutive dei Giochi olimpici a partire da Helsinki 1952
- Helsinki 1952
- Melbourne 1956
- Roma 1960
- Tokyo 1964
- Città del Messico 1968